# Morte (Saône)
Die Morte (auch: Morthe) ist ein Fluss in Frankreich, der im Département Haute-Saône in der Region Bourgogne-Franche-Comté verläuft. Sie entspringt im Gemeindegebiet von Bucey-lès-Gy, entwässert generell in westlicher bis nordwestlicher Richtung und mündet nach rund 24 Kilometern knapp nordöstlich von Gray als linker Nebenfluss in die Saône. 

## Orte am Fluss
- Bucey-lès-Gy
- Citey
- Saint-Broing
- Ancier